# Rolabogan
I Rolabogan sono un gruppo musicale argentino formatosi durante la telenovela El refugio, formata da María Fernanda Neil, Belén Scalella, Jorge Maggio, Francisco Bass e Piru Sáez.
A poco tempo dall'uscita in Argentina, il loro primo album in studio ha ottenuto oltre 10 000 copie. Sebbene il gruppo non si è ufficialmente separato, non hanno pubblicato altri album.

## Formazione
- María Fernanda Neil – voce (2006–)
- Belén Scalella – voce (2006–)
- Jorge Maggio – coro (2006–)
- Francisco Bass – voce (2006–)
- Piru Sáez – voce, chitarra elettrica, compositore (2006–)

## Discografia

### Album in studio
- 2006 – Rolabogan

### Singoli
- 2006 — Cada puesta de sol
- 2003 — Nada que hablar
- 2003 — Te dejé
- 2006 — Bailo
- 2006 — Motivos

## Videografia
- 2006 — Cada puesta de sol
- 2006 — Bailo
- 2006 — Motivos